# FC Sokol Rapid Skřečoň
FC Sokol Rapid Skřečoň byl český fotbalový klub z Bohumína. V sezóně 2005/2006 hrál klub I. A třídu, ve které skončil v klidném středu tabulky. Již na začátku února 2006 začalo probíhat jednání s TJ Bohumín o možnosti sloučení obou klubů. Záměrem sloučení byla především snaha pozvednout sportovní úroveň a aktivněji působit zejména na výchovu mládeže ve městě. Šlo také o důležitý aspekt netříštit sportovní zájmy a finanční prostředky v rámci obou současných klubů. Dne 19. května 2006 členové obou klubů odsouhlasili vzájemné sloučení. Byl přijat nový název FK Bohumín a hlavně i symboly klubu tj. znak a vlajka.

## Historické názvy
- 1932 – Sokol Skřečoň
- 1953 – DSO Tatran Skřečoň (Dobrovolná sportovní organisace Tatran Skřečoň)
- 1957 – TJ Tatran Skřečoň (Tělovýchovná jednota Tatran Skřečoň)
- 1990 – FC Sokol Rapid Skřečoň (Football Club Sokol Rapid Skřečoň)

## Umístění v jednotlivých sezonách
Legenda: Z - zápasy, V - výhry, R - remízy, P - porážky, VG - vstřelené góly, OG - obdržené góly, +/- - rozdíl skóre, B - body, červené podbarvení - sestup, zelené podbarvení - postup, fialové podbarvení - reorganizace, změna skupiny či soutěže
| Československo (1991 – 1993) |                                            |        |    |    |    |    |    |    |     |    |        |
| Sezóny                       | Liga                                       | Úroveň | Z  | V  | R  | P  | VG | OG | +/- | B  | Pozice |
| 1991/92                      | I. A třída Slezské župy – sk. A            | 6      | 26 | 17 | 5  | 4  | 51 | 29 | +22 | 39 | 1.     |
| 1992/93                      | Slezský župní přebor                       | 5      | 30 | 14 | 7  | 9  | 50 | 41 | +9  | 35 | 4.     |
| Česko (1993 – 2006)          |                                            |        |    |    |    |    |    |    |     |    |        |
| Sezóna                       | Liga                                       | Úroveň | Z  | V  | R  | P  | VG | OG | +/- | B  | Pozice |
| 1993/94                      | Slezský župní přebor                       | 5      | 30 | 12 | 6  | 12 | 49 | 50 | −1  | 30 | 7.     |
| 1994/95                      | Slezský župní přebor                       | 5      | 30 | 16 | 6  | 8  | 57 | 39 | +18 | 54 | 6.     |
| 1995/96                      | Slezský župní přebor                       | 5      | 30 | 16 | 5  | 9  | 50 | 40 | +10 | 53 | 5.     |
| 1996/97                      | Slezský župní přebor                       | 5      | 30 | 7  | 10 | 13 | 40 | 49 | −9  | 31 | 11.    |
| 1997/98                      | Slezský župní přebor                       | 5      | 30 | 8  | 8  | 14 | 37 | 46 | −9  | 32 | 13.    |
| 1998/99                      | Slezský župní přebor                       | 5      | 30 | 7  | 4  | 19 | 37 | 61 | −24 | 25 | 16.    |
| 1999/00                      | I. A třída Slezské župy – sk. A            | 6      | 26 | 13 | 3  | 10 | 58 | 53 | +5  | 42 | 5.     |
| 2000/01                      | I. A třída Slezské župy – sk. A            | 6      | 26 | 13 | 8  | 5  | 51 | 32 | +19 | 47 | 3.     |
| 2001/02                      | I. A třída Slezské župy – sk. A            | 6      | 26 | 14 | 4  | 8  | 39 | 33 | +6  | 46 | 3.     |
| 2002/03                      | I. A třída Moravskoslezského kraje – sk. A | 6      | 26 | 7  | 6  | 13 | 30 | 52 | −22 | 27 | 14.    |
| 2003/04                      | I. B třída Moravskoslezského kraje – sk. C | 7      | 24 | 17 | 3  | 4  | 74 | 31 | +43 | 54 | 1.     |
| 2004/05                      | I. A třída Moravskoslezského kraje – sk. B | 6      | 26 | 11 | 2  | 13 | 53 | 41 | +12 | 35 | 8.     |
| 2005/06                      | I. A třída Moravskoslezského kraje – sk. B | 6      | 26 | 9  | 8  | 9  | 40 | 44 | −4  | 35 | 7.     |